# Olof Möller
Olof Otto Erik Möller, född 3 juli 1923 i Riga, död 8 juni 1985 i Solna, var en svensk science fiction-författare.
Han var son till läkaren och vetenskapsmannen Maximilian Möller och den tyskfödda författarinnan Camilla Möller. Familjen flydde 1939 till Sverige. Möller avlade realexamen i Riga och studerade sedan på Stockholms handelsinstitut och hade i sin civila karriär en rad anställningar och egna företag. Han var bland annat personalchef vid Svenska Yllekoncernen i Nyköping och ansvarig för undervisningslitteratur vid Militärhögskolan i Stockholm.

## Kulturell och ideell verksamhet
Möller var musikaliskt begåvad och studerade under Hilding Rosenberg. Han debuterade som konsertpianist 1943 och som kompositör 1947. Han skrev bland annat "Fylgiavisan" samt grundmelodin till den senare av Rodriguez omarbetade sången "Que sera sera..." Musikkarriären tog dock slut då han skadade vänsterhanden i en olycka.
Han kallades även "Raggarpappan". Efter raggaroroligheter i Stockholm på 1960-talet ordnade han raggargården i Ekstubben vid sjön Flaten. Han organiserade också en mängd ungdomsklubbar under namnet Riksförbundet Nutida Ungdom, där över 12 000 ungdomar var medlemmar.
Hans böcker är vanligen triviala och han var mycket produktiv. Sam J. Lundwall kallade Möller för "Sveriges sämsta författare, alla kategorier". Möller publicerade 30 böcker enbart i serien om Jaktrymdskepp X12 mellan 1975 och 1980. Han skrev också böcker i serien Futura 3000. Hans båda bokserier klassificeras som kiosklitteratur och utgavs i pocketbokformat, där det i slutet av varje bok var reklam för den nästkommande. Böckerna gavs ut av Regal bokförlag.